# لويزا كوليوك
لويزا كوليوك Luisa Kuliok (ولدت في بوينس آيرس في 20 مارس 1953) هي ممثلة أرجنتينية في المسرح والسينما والتلفزيون. 
من أفلامها السنمائية: هذه هي الحياة 1982، الموت في بوينس آيرس 2014. 

## روابط خارجية
- لويزا كوليوك على موقع IMDb (الإنجليزية)
- لويزا كوليوك على موقع قاعدة بيانات الفيلم (الإنجليزية)